# Christoph Scheiner
Christoph Scheiner (25. juli 1573 i Walda i Schwaben – 18. juli 1650 i Neisse) var en tysk astronom.
Scheiner blev 1595 jesuit og var nogen Tid Prof. i Hebraisk og Matematik ved Univ. i 
Freiburg i B., derpaa 1610—16 i Ingolstadt og opholdt sig i Aarene 1624—33 i Rom og i Wien 
(1633—39); han endte som Rektor for Jesuitskolen i Neisse. Som Astronom har S. vundet sig 
Navn ved sine gennem Aarrækker fortsatte Observationer af Solpletter; han benyttede disse 
til Bestemmelse af Solens Rotationselementer og Bestemmelse af Plettezonen. Resultaterne er 
offentliggjorte i Rosa Ursina (1626—30). I denne Bog omtales ogsaa hans Konstruktion (1620) af 
den første parallaktisk opstillede astron. Kikkert. Ang. Prioriteten for Opdagelsen af 
Solpletter kom han i en heftig Strid med Galilei. S. beskæftigede sig ogsaa med den fysiol. Optik 
og skrev Oculus h. e. fundamentum opticum (1619). Han opdagede 1603 Pantografen og beskrev den i Skriftet: »Pantographice« (1631).